# CiviC RebelS
CiviC RebelS este o formație de folkmetal înființată în anul 2015 în Râmnicu Vâlcea. Formația are la bază elemente culturale și de identitate ale folclorului românesc, îmbinate cu mai multe stiluri moderne precum progressive metal, lyrical metal și heavy metal. În melodiile lor au fost incorporate pasaje lirice din folclor și referințe la mitologia și istoria națională românească. Ascultătorii compară stilul trupei cu Phoenix și Bucovina.

## Istoric
În anul 2015 trupa a fost creată la inițiativă lui Vlad Alexandrescu și a lui Andu Trica, aceștia dorind să continue un proiect de cover band. Curând lor li s-au alăturat Damien Phulpin, Laurențiu Turcu, Cristian Popa și Constantin Râjniță. Primul concert al trupei are loc în Râmnicu Vâlcea în anul 2016. În timp, în componența trupei apar modificări, nucleul acesteia rămânând compus din 3 membrii: Vlad A., Damien P. și Cristian P., în jurul căruia apar temporar Vali Filip și Alex Robert. În anul 2018 se alătură trupei Florin Chitucea. În urma plecării lui Vali Filip, locul acestuia în trupă este ocupat de muzicianul Vlad Cioculeasa iar locul lui Florin Chitucea este temporar ocupat de Radu George Alexandrescu. Trupa trece de la cover band la trupă cu compoziții proprii. În anul 2020 trupa participă la câteva festivaluri (Bikers for Humanity, Arhangels Topoloveni). Acest aspect duce la creșterea popularității trupei pe plan național.
Succesul trupei este observat de presa de specialitate atât locală cât și națională, rezultând astfel participarea la evenimente (Festivalul Dacii Liberi - Chișinău, Rep Moldova, Barock Fest - Petroșani, Rock'n Road Fest Băiuț - Maramureș), emisiuni („Rockdriver” la RockFM, „Exclusiv în România” la TVR 1, „Radio Nocturna” la Radio România Actualități), articole în presă (Maximum Rock Magazin, Let's Rock Romania, #DIEZ Chișinău, Curierul de Râmnic).
Între anii 2019-2025 trupa are o activitate scenică intensă culminând cu lansarea primului album (Valea Lotrilor) în anul 2021. Albumul a fost promovat atât prin concerte cât și prin difuzări la posturi de radio (TVR 1, TVR Cultural, Antena 3, Metropola TV și televiziunea locala VTV). Printre piesele care au evidențiat albumul este menționată "Sânge de Dac" – piesa devenită imn al clubului Moto Dacii Liberi din Chișinău –, Rep. Moldova, Vara, Lacrimi de Codru, Sub Zborul Corbului. CiviC RebelS realizează 4 videoclipuri (Lacrimi de Codru, Rapa, Sub Zborul Corbului, Lângă Salcâmi).
În anul 2022 trupa își schimbă din nou componență, Radu George Alexandrescu este înlocuit de Florin Chitucea, care revine în trupă. Anul 2023 trupa promovează albumul Valea Lotrilor prin concerte la cele mai mari festivaluri de rock din țară. În aceasta perioadă numărul urmăritorilor trupei se dublează, trupa devine cunoscută ca reprezentativă a orașului Râmnicu Vâlcea în acest an. Prin tematica repertoriului trupa atrage colaborări cu asociații de reenactment (Terra Dacia Eterna). Au fost invitați ulterior la emisiunea „Rock Driver” de la Rock FM pentru a vorbi despre single-ul „Posada”.
În anul 2024, trupa se întregește prin venirea talentatului instrumentist, Gabriel Sucea.
Pe 9 noiembrie 2024 este lansat albumul „Magna Wallachia”. În urma lansării albumului trupa își lărgește aria de acces în Romania, concertând în zone neaccesate până la acest moment, în cadrul unor festivaluri renumite (La Rock Prahova, Mușatini Motor Fest, Blue Kniths Vaslui). Anul 2024 culminează cu desemnarea formației drept reprezentativă cultural pentru zona Olteniei, aceasta fiind invitată să cânte în direct în cadrul emisiunii "România Face Bine" pe TVR 1. Piesele care au evidențiat albumul sunt „Cântecul Haiducului”, „Dincolo de Neguri”, piesă pentru care s-a realizat și lansat și un videoclip, dar și piese cu teme de război – „Battle Songs”, „Posada”, „Codrii Negrii (Atacul de Noapte 1462)”, „Radu Ursan”.

## Discografie
- Valea Lotrilor (2021)
- Magna Wallachia (2024)

## Membri

### Membri actuali
- Vlad Alexandrescu – chitară, vocalist, textier
- Damien Phulpin – chitară bas, backing vocals
- Gabriel Sucea – chitară, caval, backing vocals, orchestrație
- Vlad Cioculeasa – chitară, backing vocals
- Cristian Popa – claviatură, orchestrație
- Florin Chitucea – baterie, backing vocals

### Foști membri
- Constantin Rajnita – chitară
- Laurentiu Turcu – chitară
- Andu Trica – baterie
- Vali Filip – chitară
- Radu George Alexandrescu – baterie